# Kleiner Benzer See
Der Kleine Benzer See ist ein See in der Gemeinde Malente im Kreis Ostholstein in Schleswig-Holstein. Er liegt schwer zugänglich westlich des Dorfes Benz und nördlich des Kellersees in unmittelbarer Nähe des Großen Benzer Sees. 
Er liegt in der Holsteinischen Schweiz, umgeben von einer hügeligen Moränenlandschaft.
Der Kleine Benzer See hat eine Größe von 9 ha und eine maximale Tiefe von 5,8 m. Der See hat eine ovale Form mit einer Länge von ca. 400 m und einer Breite von ca. 260 m.
Er wird von dem Wasser des 100 m südöstlich gelegenen Großen Benzer Sees gespeist.